# Botanicheskie materialy Gerbariya Glavnogo Botanicheskogo Sada S S S R
Botanicheskie materialy Gerbariya Glavnogo Botanicheskogo Sada S S S R (abreviado Bot. Mater. Gerb. Glavn. Bot. Sada S.S.S.R.) fue una revista con ilustraciones y descripciones botánicas que fue editada en la URSS. Se publicó un solo número, el 6 en el año 1926. Fue precedida por Botanicheskie materialy Gerbariya Glavnogo Botanicheskogo Sada R S F S R. Fue reemplazada por Botanicheskie materialy Gerbariya Botanicheskogo Instituti imeni V. L. Komarova, Akademii Nauk S S S R. Leningrad.